# Число на звяра
Числото на звяра е особено число посочено в Библията, под което е скрит апокалиптичния звяр, и се приема като нумерологично олицетворение на последовател на Сатаната.
Числото на звяра е 666. 666 твърде често се използва като елемент на сатанинските атрибути, заедно с обърнатия кръст и пентаграма.

## Произход
В Откровението на Йоан Богослов се казва: 
| „                          | Тук е мъдростта. Който има ум, нека пресметне числото на звяра, понеже е число на човек и числото му е шестстотин шейсет и шест. | “ |
| Откр. гл. 13, ст. 18, 15:) | |   |

Богословите-схоласти считат, че под прикритието на апокалиптичния звяр в Библията се крие Антихристът.
Смята се, че евреите като горди човеци, когато издигнат Антихриста на власт ще използват именно числото 666 заради това, че те по времето на цар Соломон са вземали данък от народите 666 таланта.
Трета книга Царства (10:14.) „Златото, което идеше на Соломона всяка година, тежеше шестстотин шейсет и шест таланта.“
Научните изследвания отдават предпочитания (предвид времето и историческия контекст на написване на Откровението), че под този номер (папирус 115 на които е записано Откровението е повреден и не е напълно ясно дали става въпрос за 666 или 616) се крие особено ненавистния на юдеите и първите християни император Нерон (придобил известност и като Нерон-вълкът, по аналогия от легендарните Ромул и Рем, които били отгледани от вълчица). По времето на Нерон в източната част на Римската империя са сечени монети с надпис на староеврейски „נרון קסר“, което означава „император Нерон“ („Neron Kesar“). Ако се съберат буквените числови стойности на староеврейски, сборът им е 666. В полза на тази водеща теория е и един фрагмент от стих, дешифриран по време на разкопки в Оксиринх, Египет, който твърди, че числото на дявола е 616 (на гръцки записа е „χις“). Ириней Лионски, според Фридрих Енгелс, който изследва въпроса, е знаел тази опция, което прави тази теория най-правдоподобната. Ако вземем като база за правилното изписване на латиница на „Nero Caesar“ (носовката [N] не се предава, за разлика от гръцки), то сумата от числовите стойности на буквите ще намалее с 50 и ще бъде равна на 616, т.е. Иреней има предвид латинското изписване и правопис на името на Нерон. Към този начин на буквено изписване на името на Нерон на латински се придържа и Улрих Цвингли в своя превод на Библията – в т.нар. Цюрихска Библия.

Откровението с оглед на времето и мястото на написването му само се издава: 
| „ | седем царе, от които петима паднаха, единият е сега, другият все още не е дошъл, а когато дойде, царуването му няма да продължи дълго | “ |

 (17:10), като това са императорите Октавиан Август, Тиберий, Калигула, Клавдий, звярът Нерон, Галба, и някой последващите в годината на четиримата императори. Нерон е наречен: 
| „ | звярът, който беше и го няма, и е осми от седем | “ |

 (17: 11) /заедно с Отон и Вителий преди срутването на Втория храм при управлението на Веспасиан от сина му Тит/.
Това виждане съвпада със събитията, разиграли се в края на 1 и началото на 2 век, след Първото еврейско въстание, с последвалите го Вавилонски бунт и Второ еврейско въстание, още повече, че ход на разигралите се исторически събития в Римската империя дава Големия пожар в Рим.

## Аритметика
Аритметичното тълкуване е, че числото 666 е равно на сумата от първите 36 числа.
Друго наблюдение: ако вземем квадратите на първите седем прости числа (2, 3, 5, 7, 11, 13, 17) и съберем, отново се получава 666. Повдигането на квадрат се счита за магическа операция още от времето на създателя на нумерологията – Питагор (числото се взема толкова пъти, колкото самото то показва, което само по себе си е тайнство). Нумеролозите смятат простите числа за богохулни. Съществува хипотеза, че числото 666 означава несъвършенство, за разлика от 777 (виж седемсвещна менора), което е трикратен символ на хармонията.